# 比亞迪唐
比亞迪·唐是中國汽車製造商比亞迪以比亞迪S6為基礎于2015年开始生產的SUV系列车型，其中包括唐，唐DM，唐EV等多款车型，於2014年北京車展上首次亮相。該車以中國朝代唐朝命名，也是比亞迪「王朝系列」汽車系列中的第二款。
比亞迪·唐亦是2016年中國市場上銷售最高的充電式電動汽車，並列為全球第三高銷量的充電式電動汽車。2018年累積生產了101,518輛。

## 第一代
第一代比亞迪·唐是比亞迪以比亞迪S6為原型而開發的插電式混能車，配備18.4 kWh 的電池。並於2014年北京車展中發佈，直到2018年停產。

## 第二代
2018款比亞迪唐包含了比亞迪的新家族設計語言，並於2017年以比亞迪王朝概念車的外型展出
，在內飾、車燈重新設計後於2018年在北京車展上首次亮相。新一代同時配備純汽油引擎及純電動引擎版（為比亞迪唐EV600）。

## 銷量
比亞迪唐於2015年6月起開始在中國銷售。在政府未有新能源補貼及優惠下前，插電式版本的起價為30萬元人民幣。
2015年，比亞迪唐在中國共售出18,375輛，2016年交付了31,405輛，成為當年中國銷量最高的插電式電動汽車，在同年也名列全球和第三大最暢銷的插電式汽車。直到2016年12月，比亞迪唐還是全球有史以來銷量最大的插電式電動汽車。2017年，比亞迪唐在中國的總銷量為14,592輛，並在2018年上升至37,146輛，中國累計銷量達101,518輛。